# Pegomya angusticera
Pegomya angusticera är en tvåvingeart som beskrevs av Li och Deng 1983. Pegomya angusticera ingår i släktet Pegomya och familjen blomsterflugor. Inga underarter finns listade i Catalogue of Life.